# MDAX
De MDAX is een Duitse aandelenindex en een nevenindex van de DAX. Hij bestaat uit 60 bedrijven - voornamelijk uit traditionele industrieën - in de ranglijst van marktkapitalisatie en handelsvolume op de waarden van de DAX.
Per 24 september 2018 is het aantal bedrijven in de index uitgebreid van 50 naar 60. Op 20 september 2021 is het aantal bedrijven in de index weer teruggebracht naar 50 door de 10 grootste bedrijven over te hevelen naar de DAX index.
De MDAX is een van de drie aandelenindices naast de DAX. De overige aandelenindices die verbonden zijn aan de DAX zijn de TecDAX en de ÖkoDAX.

## Bedrijven
De volgende 50 bedrijven zijn genoteerd in de index (datum 12 november 2021):
- Aixtron SE
- Alstria Office, vastgoed
- Aroundtown SA, vastgoed
- Aurubis AG, kopererts en koperen halfproducten
- Auto1 Group SE
- Bechtle AG, IT-dienstverlening
- Befasa SA
- Cancom SE, IT-dienstverlening
- Carl Zeiss Meditec AG; medische techniek
- Commerzbank AG, financiële instelling
- CompuGroup Medical, IT-dienstverlening voor de medische sector
- CTS Eventim, handel in kaartjes voor evenementen
- Deutsche Lufthansa AG, luchtvaartmaatschappij
- Dürr AG, auto-onderdelen en -accessoires
- Evonik Industries AG, chemische producten
- Evotec SE, biotechnologie
- Fraport AG, exploitant van de luchthaven van Frankfurt am Main
- Freenet AG, telecom
- Fuchs Petrolub, chemische producten
- GEA Group AG, machinefabriek
- Gerresheimer AG, verpakkingen voor medicijnen
- Grand City Properties SA, vastgoed
- Hannover Re, verzekeringsmaatschappij
- HELLA GmbH &Co. KGaA, auto-onderdelen en -accessoires
- Hugo Boss, luxe-artikelen
- Hypoport SE
- Jungheinrich AG
- K+S AG, kunstmest e.d.
- Kion Group AG, vrachtauto's e.d.
- Knorr-Bremse AG, materieel voor o.a. spoorwegen
- Lanxess AG, chemische producten
- LEG Immobilien AG, vastgoed
- Nemetschek SE, software voor de bouwsector
- ProSiebenSat.1 Media, media
- Rational AG, industrie
- Rheinmetall AG, legergoederen en auto-onderdelen en -accessoires;
- Scout24 AG, online-marktplaats
- Software AG, IT-dienstverlening
- Ströer Media SE
- TAG Immobilien AG, vastgoed
- Talanx AG
- TeamViewer AG, IT-dienstverlening
- Telefonica Deutschland Holding AG, telecom
- ThyssenKrupp AG, o.a. stalen producten
- Uniper SE, energie
- United Internet AG, internetprovider en IT-dienstverlening
- Vantage Tower AG
- Varta AG, batterijen en elektrotechniek
- Wacker Chemie AG
- zooplus AG